# Bangerten
Bangerten est une localité et une ancienne commune suisse du canton de Berne, située dans l'arrondissement administratif du Seeland.

## Histoire
Depuis le 1er janvier 2016, l'ancienne commune de Bangerten a été absorbée par sa voisine de Rapperswil dont elle fait depuis partie.